# Блаубах
Блаубах (нем. Blaubach) — община в Германии, в земле Рейнланд-Пфальц. 
Входит в состав района Кузель. Подчиняется управлению Кузель.  Население составляет 398 человек (на 31 декабря 2010 года). Занимает площадь 3,14 км².